# Saurauia stichophlebia
Saurauia stichophlebia är en tvåhjärtbladig växtart som beskrevs av Friedrich Ludwig Diels. Saurauia stichophlebia ingår i släktet Saurauia och familjen Actinidiaceae. Inga underarter finns listade i Catalogue of Life.